# OLiS
OLiS（波蘭語：Oficjalna Lista Sprzedaży，中文：官方銷售排行榜）是波蘭音像製造商協會於2000年月創立的音樂排行榜。榜單起初展示當周（周五至周四期間，當周波蘭最暢銷的音樂專輯），隨著時代變化，OLiS也推出了以流媒体為基準的榜單。

## 外部連結
- 官方網站 （页面存档备份，存于）
- 官方網站 （页面存档备份，存于）